# 코요테 (드라마)
《코요테》(영어: Coyote)는 CBS 올 액세스에서 방영된 미국의 드라마이다. 은퇴한 미국 국경순찰국 연방 요원이 평생의 신념 대신 한 번의 인정을 선택한 뒤, 멕시코 카르텔의 위협을 받고 그들의 하수인이 되어 가는 과정을 그린 드라마로, 브레이킹 배드 연출 겸 PD였던 미셀 맥라렌이 본 작품에서도 동일하게 연출과 PD로 참가해서 화제가 된 작품이다. 또한 드라마 《쉴드: XX 강력반》으로 골든 글로브 드라마부문 남우주연상과 에미상 드라마부문 남우주연상을 수상한 마이클 치클리스가 주연을 맡았다. 미국에서는 2021년 1월 7일에 처음 방영되었으며, 한국에서는 2021년 2월 10일 왓챠를 통해 독점 공개되었다.

## 시놉시스
“세상엔 두 부류의 사람이 있어. 법을 어기는 사람과 어기지 않는 사람”
32년간 미국 국경을 지킨 벤 클레먼스. 국경순찰국 연방 요원으로 일하다 은퇴한 벤은 죽은 파트너가 미처 마치지 못한 일을 대신 해주기 위해 멕시코로 향하고, 그곳에서 우연히 한 소녀를 구해주면서 카르텔에게 위협받는 신세가 된다. 그동안 밀입국자들을 저지하며 살아왔지만, 이제는 자신과 가족의 안녕을 위해 멕시코 카르텔의 하수인이 되어야 하는 벤. 평생의 신념 대신 한 번의 인정을 택한 순간, 벤의 삶은 ‘선’ 너머의 거대한 소용돌이에 휩쓸려 가기 시작한다.

## 주인공
- 벤 클레먼스 (마이클 치클리스) : 미국과 멕시코의 경계선에서 근무하던 이민 순찰대. 32년간 미국 국경을 지키며 국경순찰국 연방 요원으로 일하다 은퇴한 벤은 죽은 파트너가 미처 마치지 못한 일을 대신 해주기 위해 멕시코로 향하고, 그곳에서 우연히 한 소녀를 구해주면서 카르텔에게 위협받는 신세가 된다.
- 후안 디에고 (후안 파블로 라바) : 마약 카르텔의 우두머리이자 '단테'의 삼촌. '벤'의 가족들을 건드리지 않는 조건으로 그를 자신의 밑에서 일을 시킨다.
- 단테 자모라 (Kristyan Ferrer) : 조직의 우두머리가 되는 것이 목표인 '후안'의 사촌 동생. 자신의 아이를 임신한 '마리아'가 미국으로 떠날 수 있도록 도와준 '벤'에 대한 복수심을 가지고 있다.
- 마리아 엘레나 플로레스 (Emy Mena) : '단테'에게 잡혀 원치 않은 임신을 한 뒤, 가게에서 우연히 만나게 된 '벤'에게 미국으로 망명할 수 있도록 도움을 청한다.
- 콕스 개릿 (George Pullar) : '벤'의 보조 업무를 담당하는 동료. '벤'이 은퇴한 뒤 저지르는 행동에 수상한 낌새를 눈치 챈다.